# Криштопа, Владимир Васильевич
Влади́мир Васи́льевич Кришто́па (укр. Володимир Васильович Криштопа, род. 6 апреля 1973 года, Донецк, Донецкая область, УССР, СССР) —  российский серийный убийца и насильник, гражданин Украины, совершивший 2 убийства и 1 изнасилование с покушением на убийство летом 1995 года в Ростове-на-Дону. Приговорён к смертной казни, заменённой на 25 лет лишения свободы. В 2020 году вышел на свободу.

## Биография

### Ранние годы
Владимир Криштопа родился 6 апреля 1973 года в Донецке (Украинская ССР). Имел брата. Детство и юность Владимир провёл в социально благополучной обстановке. Отец Криштопы являлся спортивным чиновником, а мама работала в одном из местных НИИ. В детские и юношеские годы Владимир посещал секции по занятию горными лыжами и увлекался подводным плаваньем. После окончания школы Владимир поступил в Донецкий национальный медицинский университет, где изучал стоматологию. По признанию самого Криштопы, тяжёлыми психотравмирующими для него событиями стали распад СССР и последовавшие за ним экономические реформы, вследствие чего он много времени стал проводить в обществе лиц, ведущих маргинальный образ жизни и увлекаться алкогольными напитками. Обладая харизмой и привлекательной внешностью, Криштопа пользовался успехом у девушек и не имел никаких проблем с коммуникабельностью. Родственниками и знакомыми на тот момент он характеризовался в целом положительно, хотя они и отмечали, что будучи в состоянии алкогольного опьянения Криштопа демонстрировал агрессивное поведение и часто провоцировал окружающих на драку. В начале лета 1995 года Владимир Криштопа после окончания учебного года в университете покинул Донецк и отправился в Ростов-на-Дону, чтобы навестить знакомых, где вскоре совершил убийства.

### Убийства
17 июня 1995 года Криштопа в состоянии алкогольного опьянения совершил нападение на женщину на лестничной площадке между 6 и 7 этажами дома № 70 по улице Орбитальной в Ростове-на-Дону. Женщина была им изнасилована, а затем сильно избита. В результате побоев она скончалась от закрытой черепно-мозговой травмы.
Спустя месяц, 21 июля 1995 года, Криштопа, также в состоянии алкогольного опьянения, совершил ещё одно убийство. Перед убийством он вновь изнасиловал женщину. На сей раз женщина была им задушена. Затем Криштопа забрал с трупа аудиоплеер без наушников.

### Арест, следствие и суд
Криштопе не дали совершить новые убийства — 3 августа 1995 года он был задержан вскоре после очередного покушения. При обыске у него нашли аудиоплеер, который стал главным доказательством.
21 марта 1996 года Ростовский областной суд под председательством судьи Реброва вынес Владимиру Криштопе приговор — смертная казнь через расстрел. Но вскоре в России на её применение был наложен мораторий, и уже сидевшему в отделении смертников Новочеркасской тюрьмы преступнику было назначено наказание в виде 25 лет лишения свободы.

### В заключении
Когда Криштопа сидел по статье 117 в камере Новочеркасской тюрьмы, его соседом был другой небезызвестный маньяк, орудовавший в то же время, — Владимир Муханкин. Впоследствии, давая интервью телепередаче «Криминальная Россия», Муханкин заявил:
Там, по 117-й в камере сидел Криштопа. Он здесь, смертник, тоже сидел, кстати, вот, кстати, здесь вот 45-я камера, может, он и сейчас там сидит. Ну негодяй конченый, а вот это, Амурхан Хадрисович, а вот это маньяк натуральный. Потому что если бы человек не был бы маньяком, он бы не грыз носы там, не высасывал бы там из грудей, из влагалищ ничего, не убивал бы ни детей, ни маленьких там, не насиловал бы их там, ни взрослых, ни бабок тем более
В интервью 2019 года Криштопа опроверг слова Муханкина:
С Муханкиным пришлось общаться. Он – классический интриган и сочиняет не только стихи. Он и про меня много чего сочинил. Рассказал про меня несусветную ерунду, которая не соответствует действительности. Многие мне после той знаменитой фразы Владимира Муханкина задают вопрос: "Так ли всё на самом деле?"
Отбывая заключение в ИК №6, Криштопа и его сокамерники в порядке творческой инициативы изготовили скульптуру дельфина в технике папье-маше и покрасили чёрной краской — единственной, которая нашлась на тот момент в колонии. После этого данная колония стала носить своё второе, неформальное имя «Чёрный дельфин».
Большую часть времени отбывал наказание в исправительной колонии особого режима для пожизненно осуждённых в посёлке Лозьвинский Ивдельского городского округа Свердловской области, известную как «Чёрный беркут». Находясь в заключении, Владимир Криштопа с сокамерником основал музыкальную группу «The Euthanazer», стихи и музыку для которой Криштопа пишет сам. В 2016 году коллектив выразил желание участвовать в музыкальном конкурсе «Калина красная», на котором российские заключённые исполняют свои песни. Несмотря на нахождение в колонии, Криштопа пишет и исполняет не в жанре традиционного для подобных мест русского шансона, а характеризует своё творчество как «арт-рок». За неимением у музыкантов синтезатора, звуки ударных и клавишных приходится получать при помощи игровой приставки PlayStation.
В 2019 году Криштопа был переведён из «Чёрного беркута» (в связи с закрытием колонии) в город Рубцовск в исправительную колонию №9. Вышел на свободу 3 августа 2020 года, полностью отбыв 25-летний срок.

## Фото

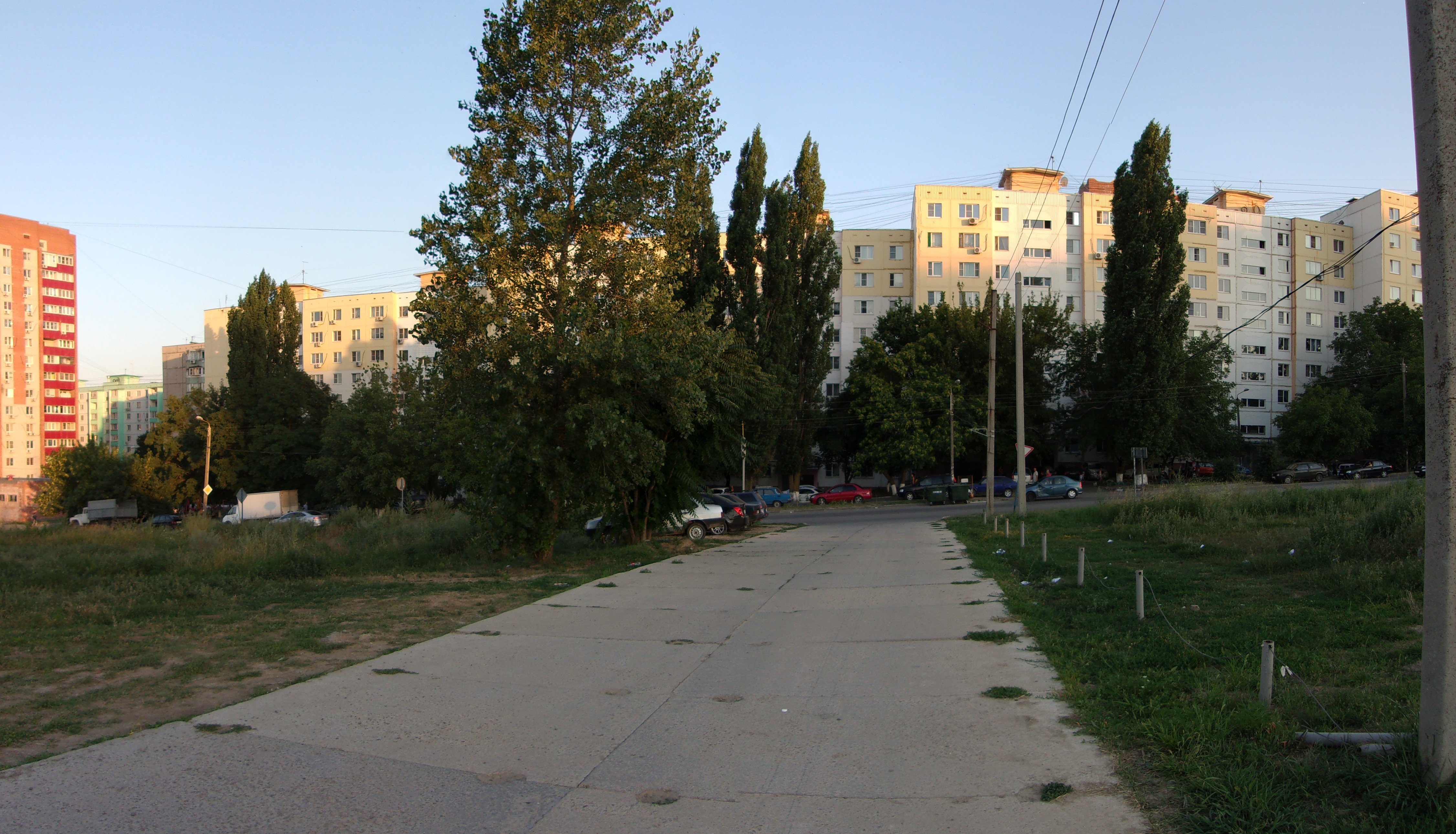
Дом по адресу Орбитальная ул., 70 — место первого убийства.
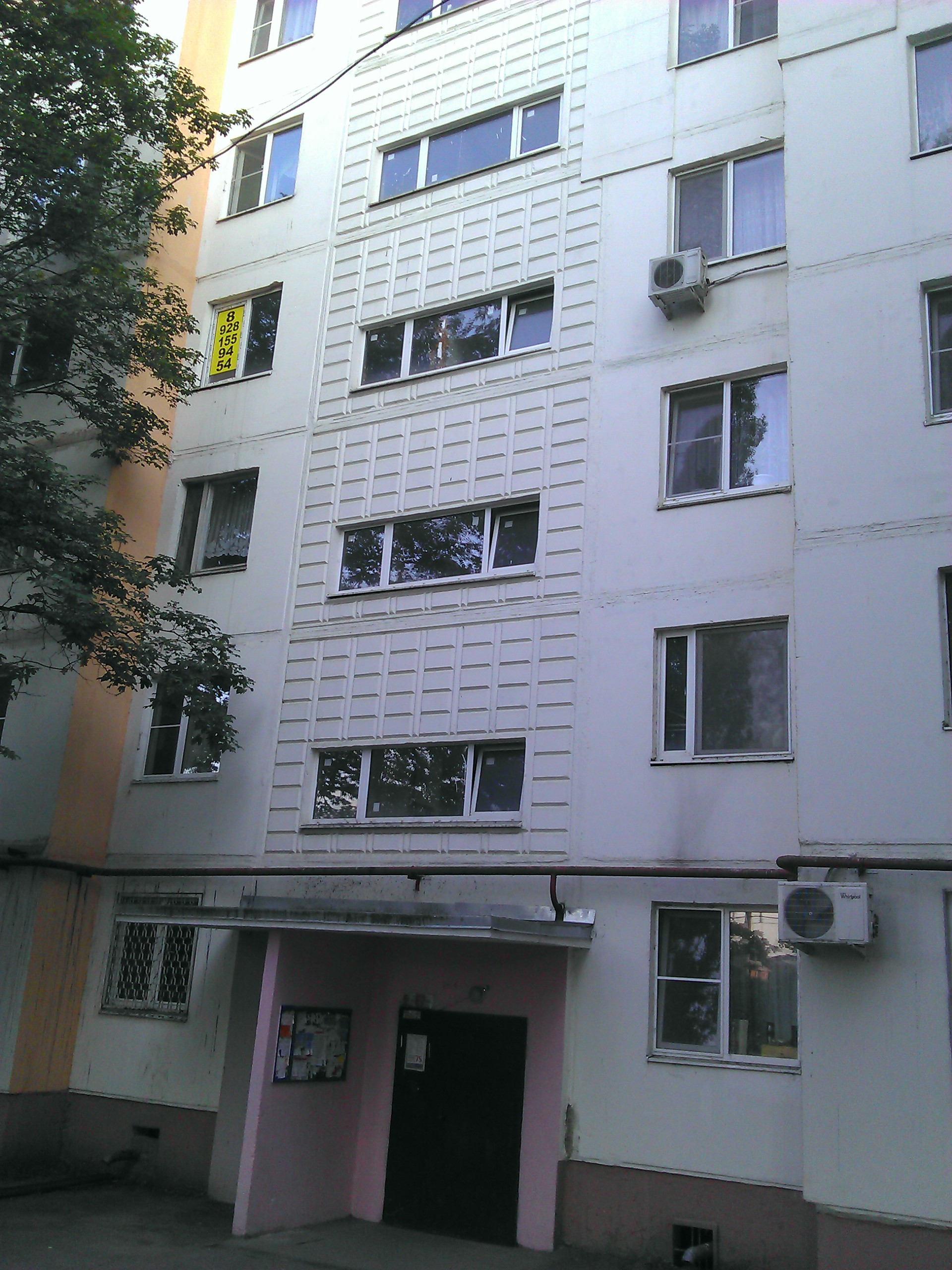
5-й подъезд.
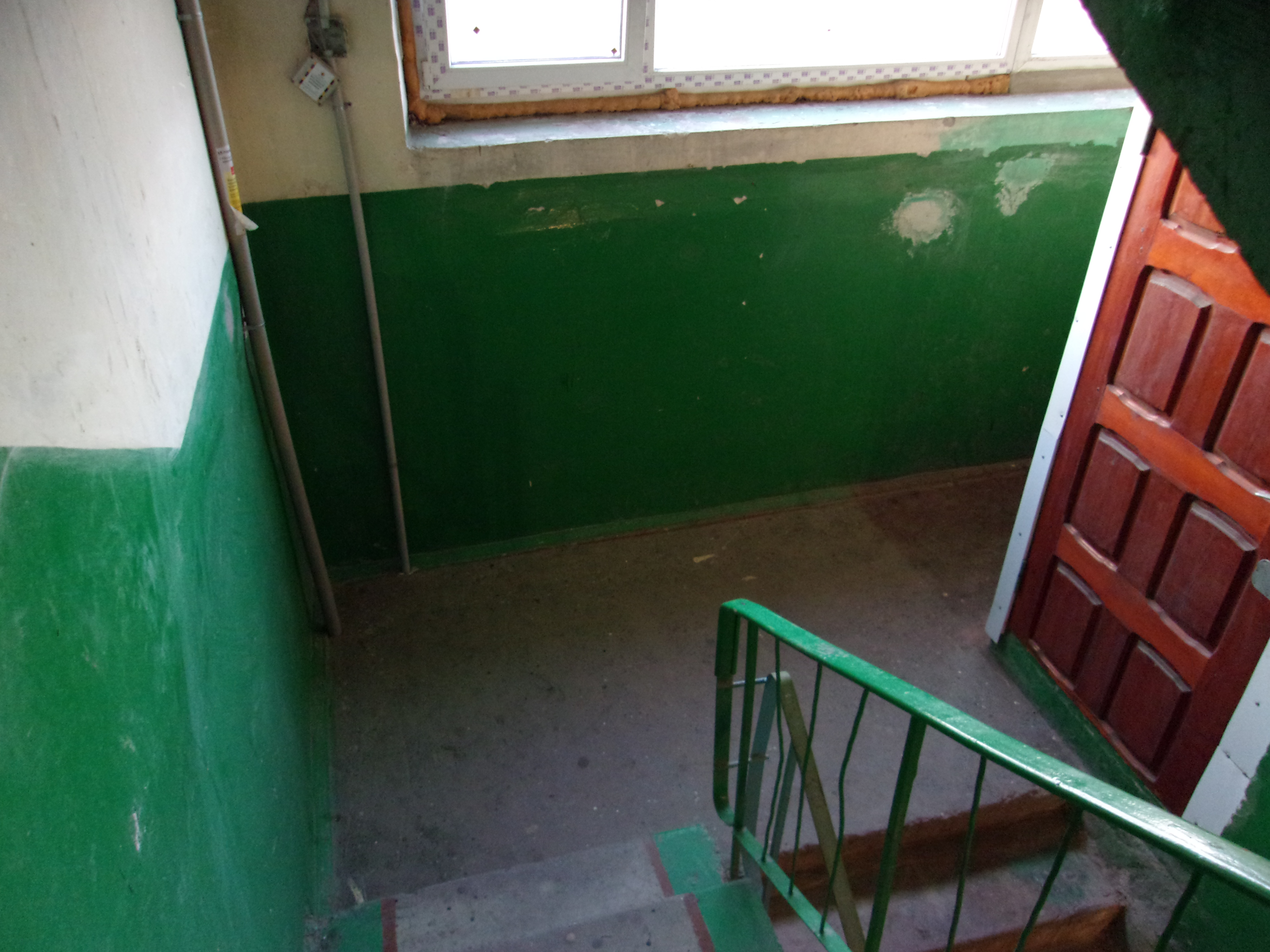
Лестничная площадка между 6 и 7 этажами, где произошло убийство.
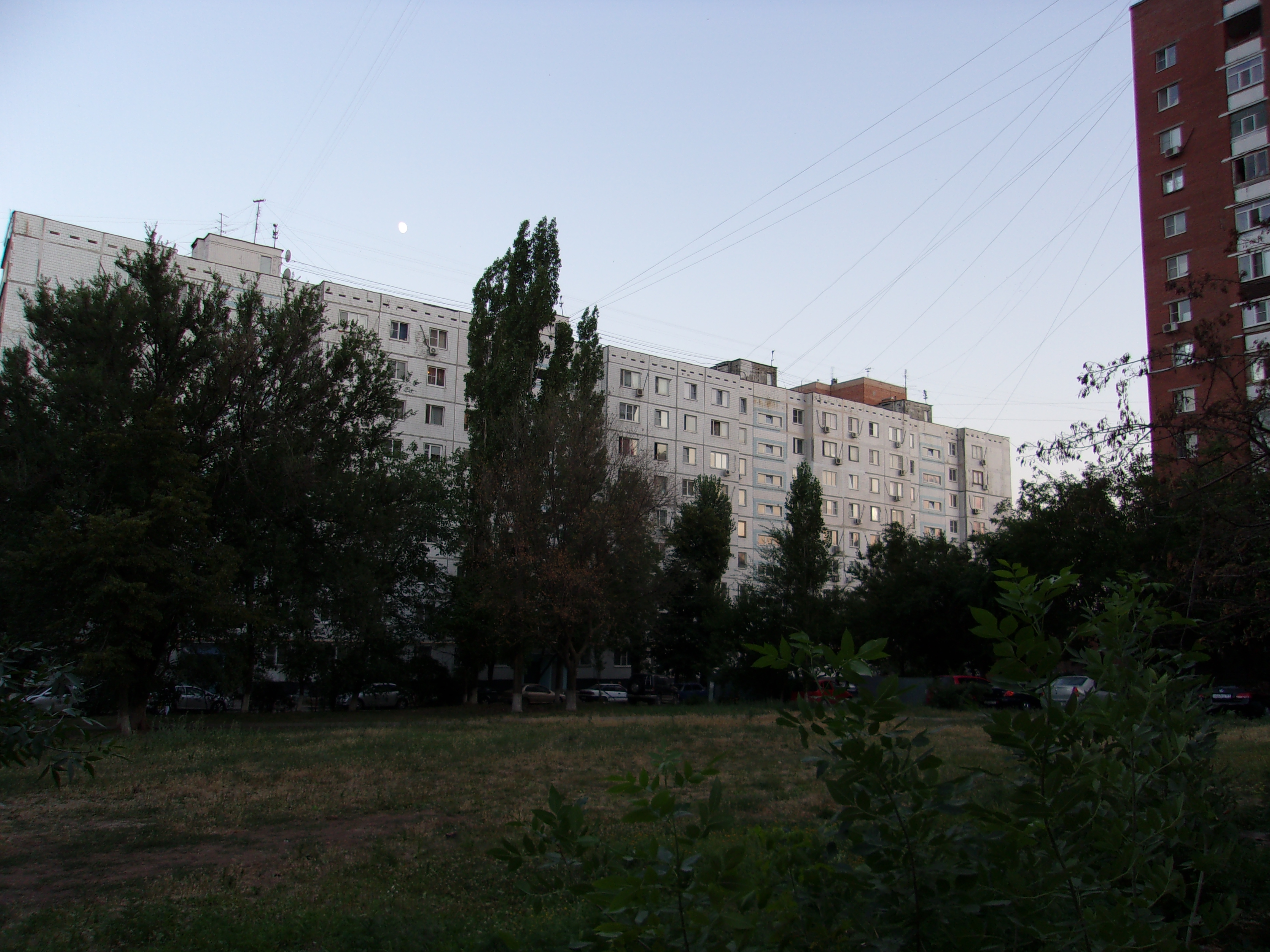
Дом по адресу ул. Космонавтов, 18. Подъезд, где произошло второе убийство — крайний справа.
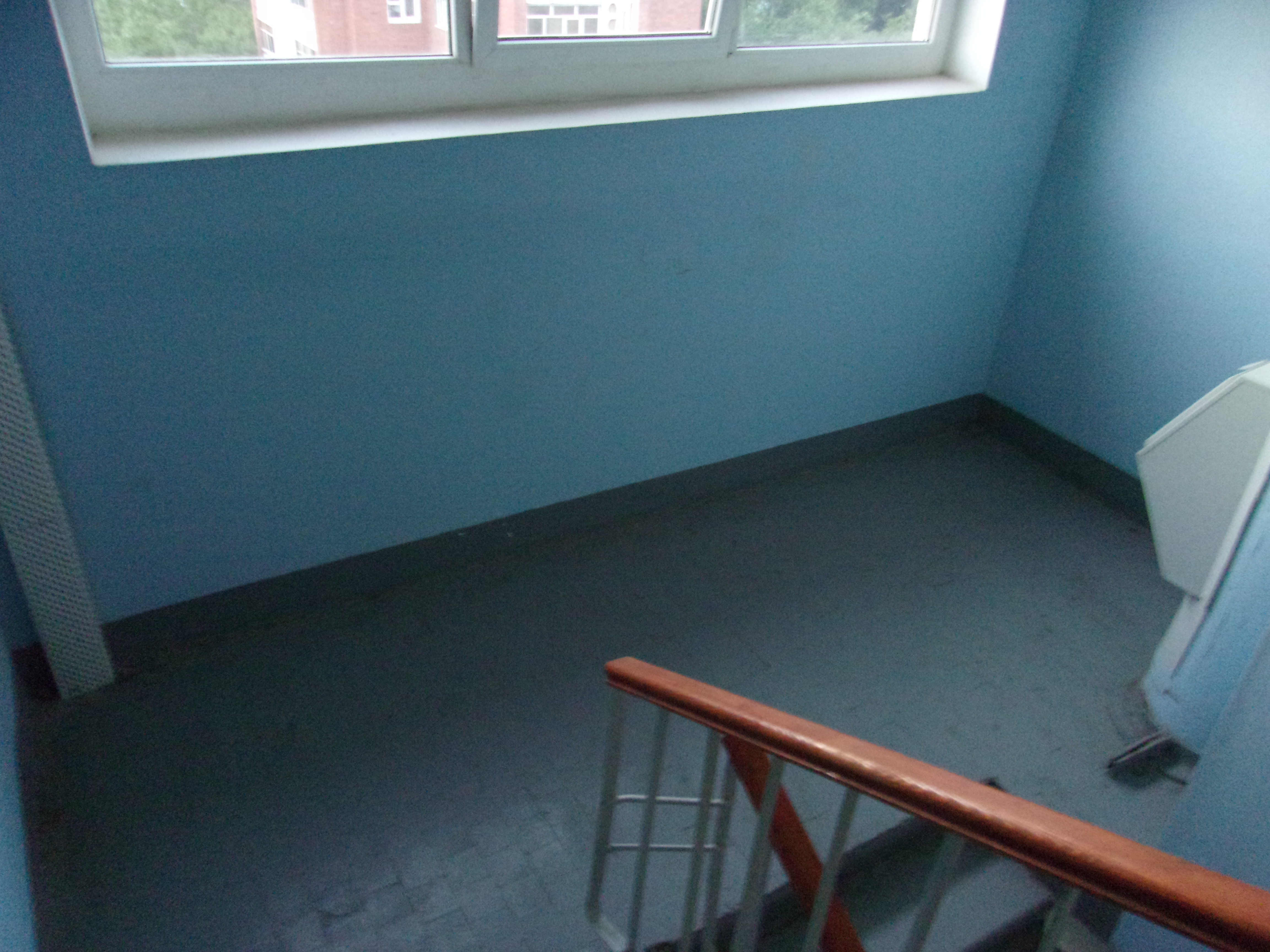
Лестничная площадка между 6 и 7 этажами, где произошло убийство.
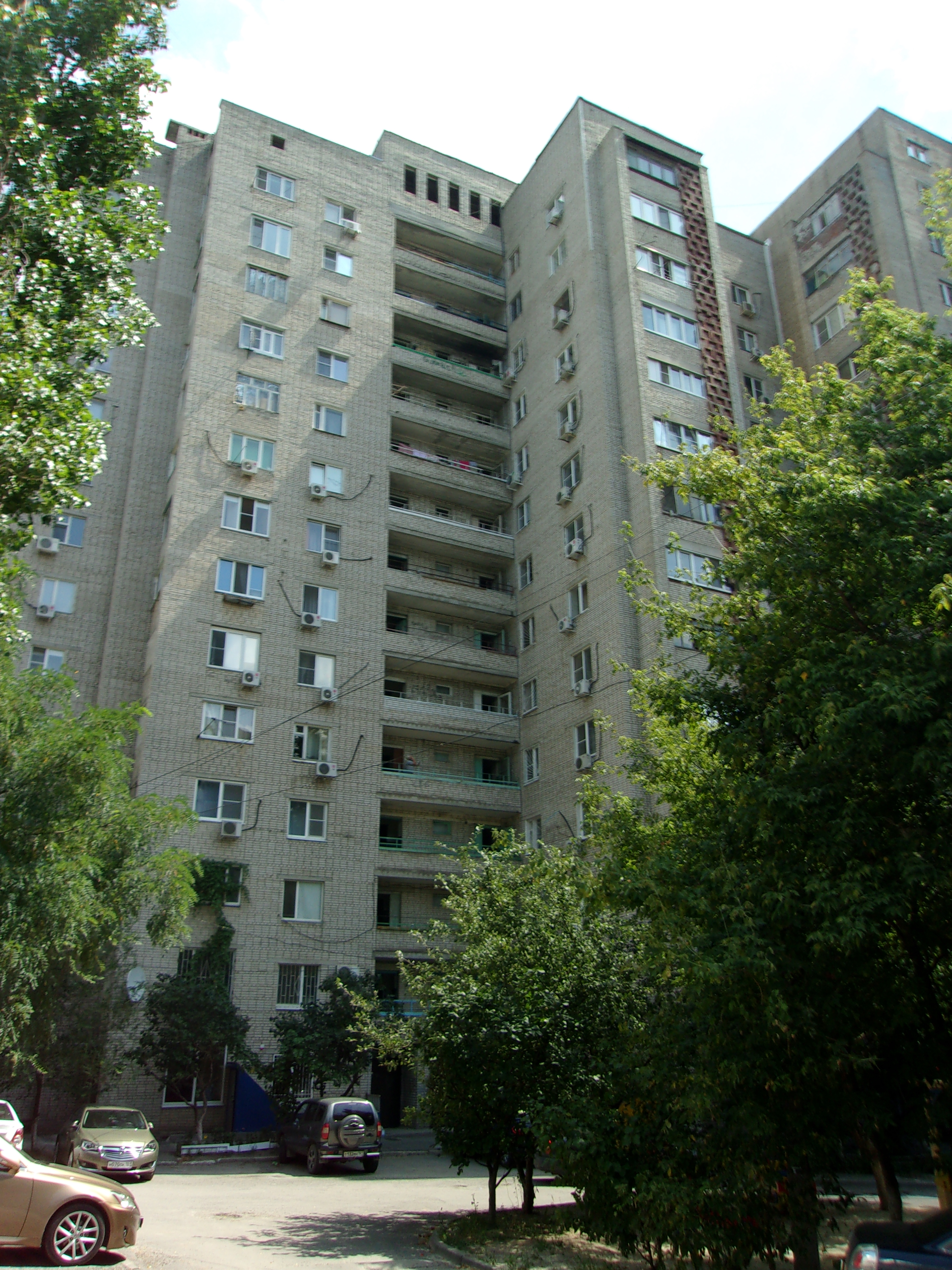
Дом по адресу ул. Космонавтов, 21. Место последнего нападения Криштопы.
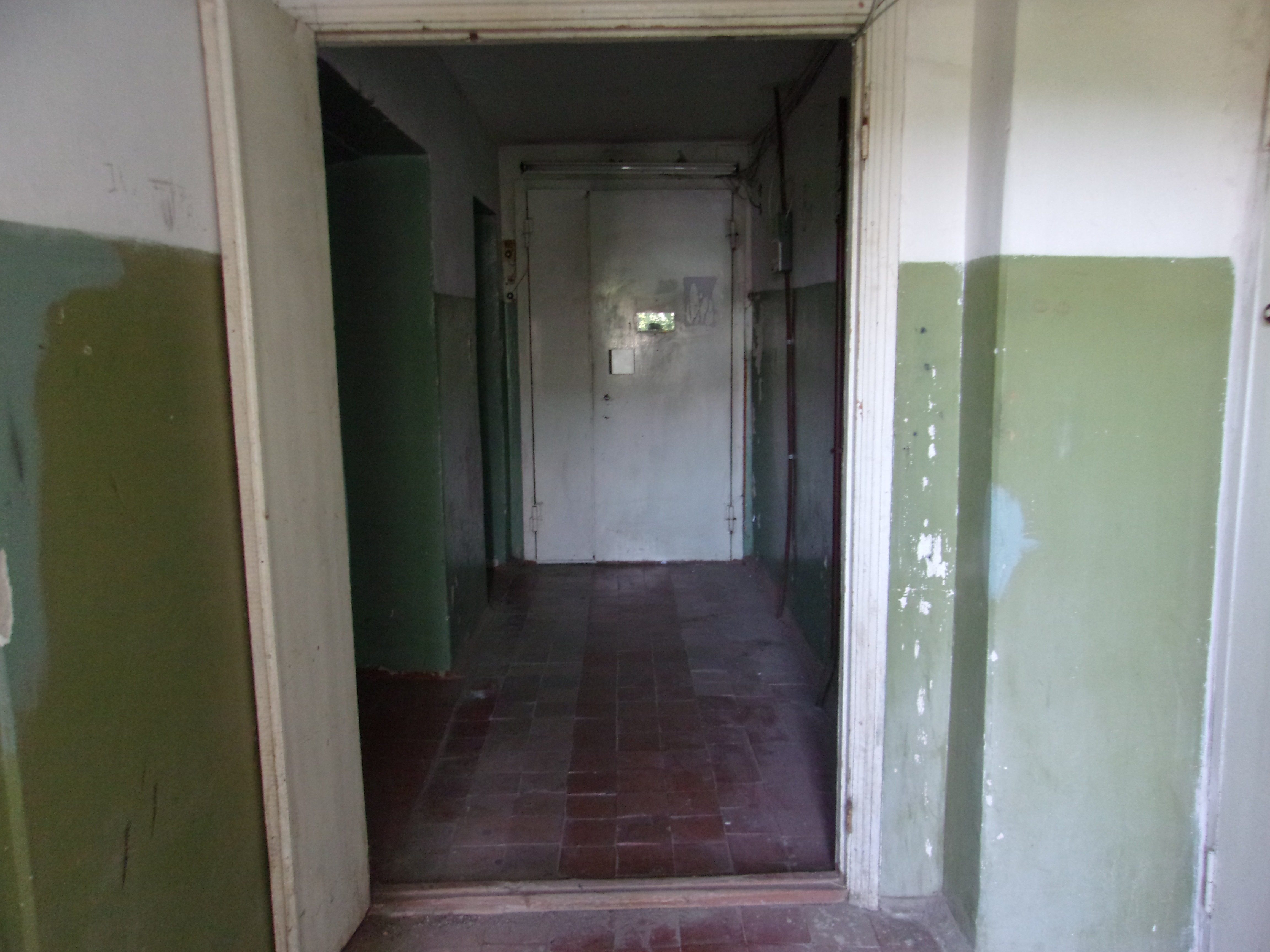
8-й этаж, выход из лифта (первая дверь слева). Здесь Криштопа нанёс жертве оглушающий удар.
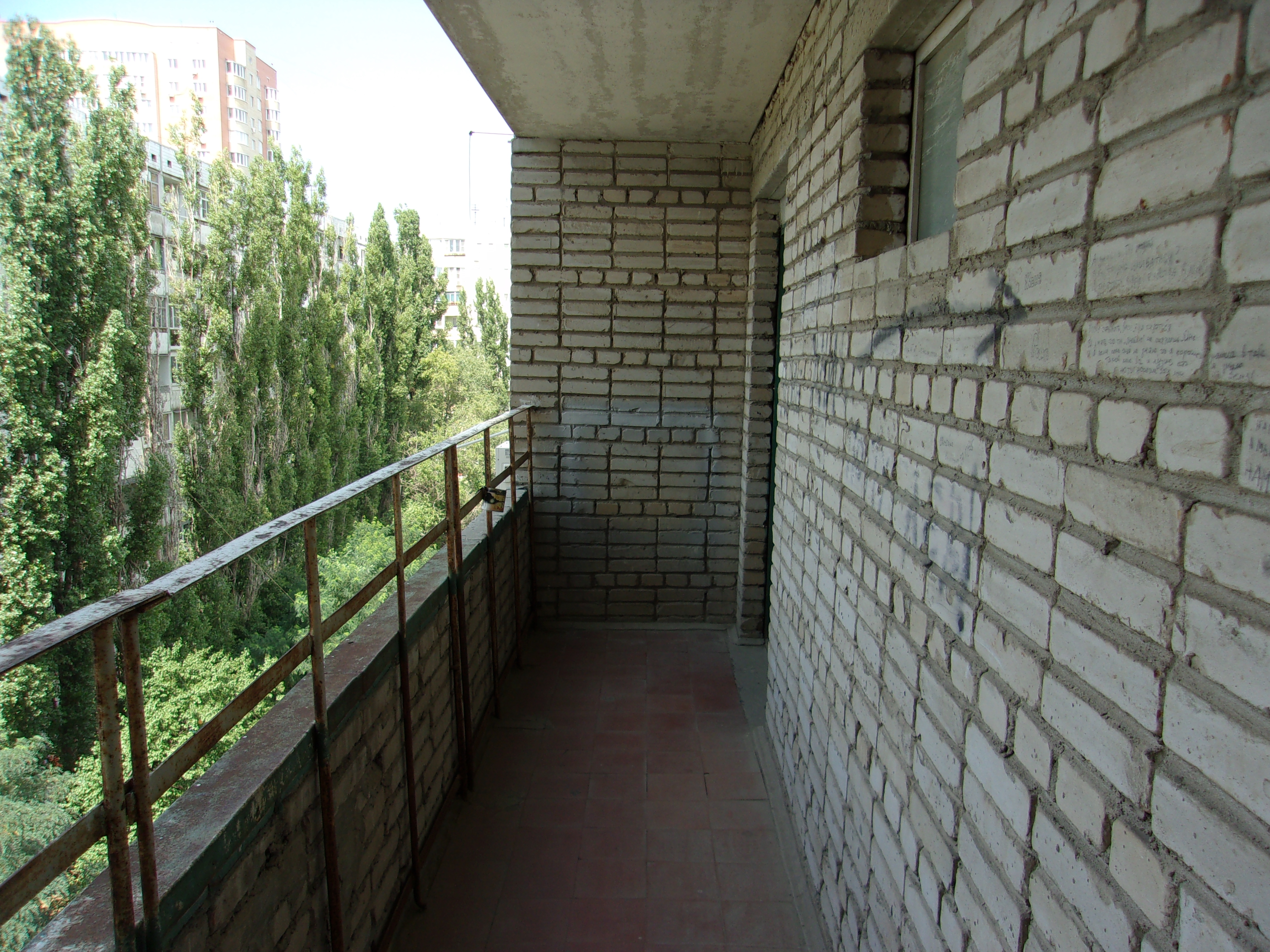
Балкон 8-го этажа. По нему Криштопа волок жертву в бессознательном состоянии.
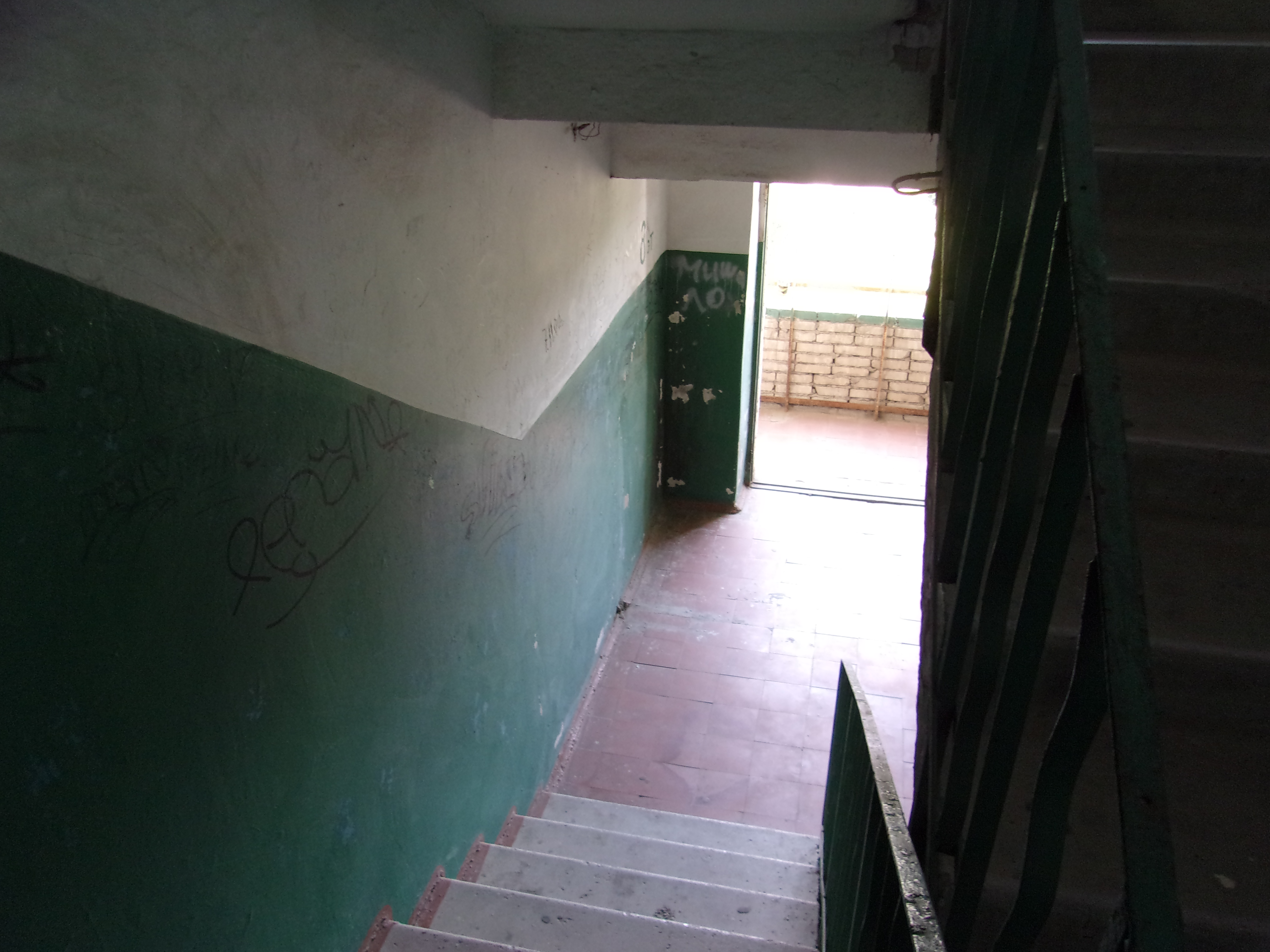
Лестничная площадка 8-го этажа, где Криштопа пытался изнасиловать и убить жертву.
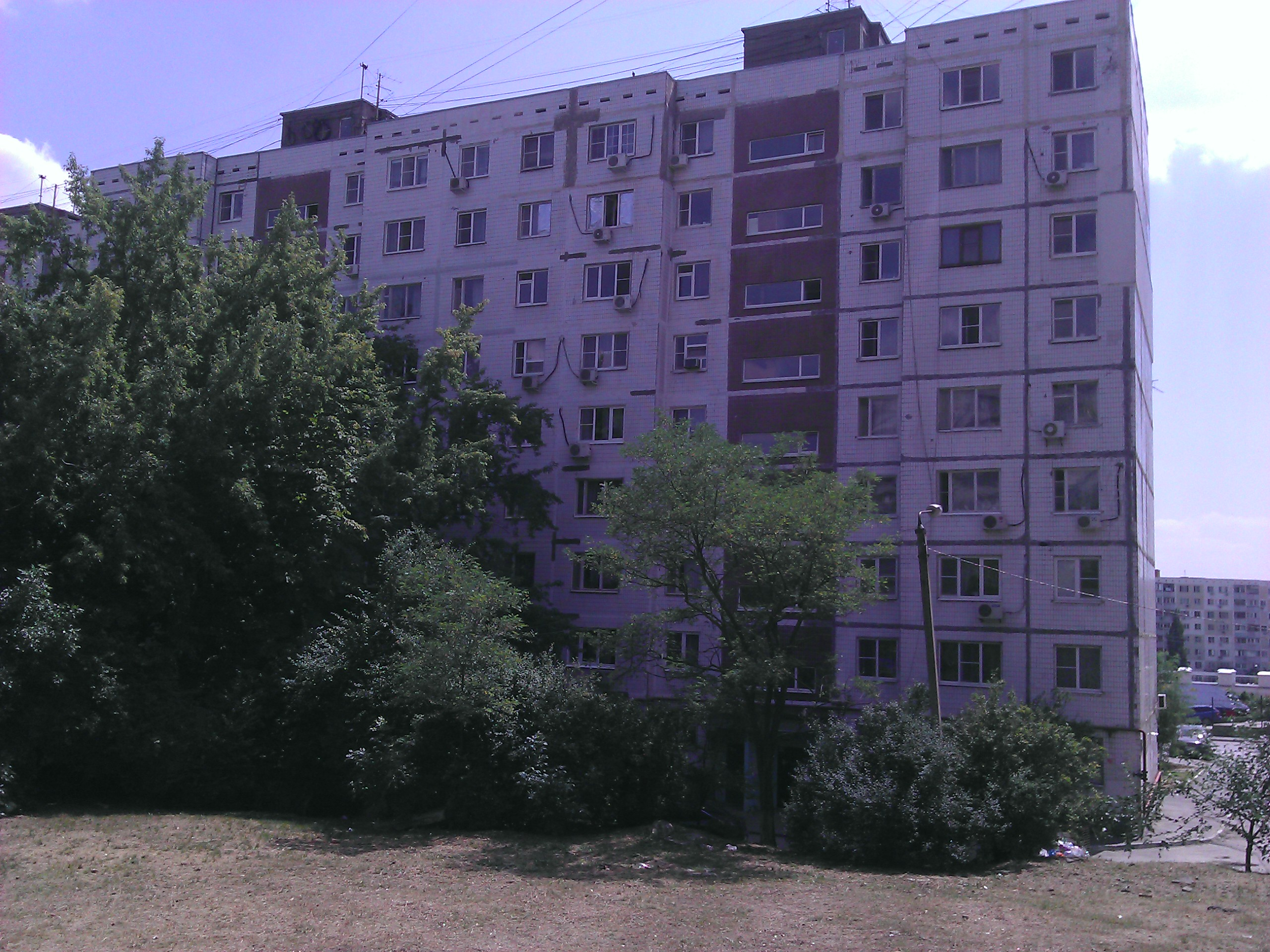
Дом по адресу ул. Комарова, 34. Здесь в 63 квартире Криштопа был задержан вскоре после покушения на убийство.

## В массовой культуре
- Взгляд изнутри. Русский психиатр (1999) (BBC Inside Story — The Russian Cracker (1999)).
- Серия «Треугольник смерти» из цикла передач «Необъяснимо, но факт» (2005).
- В 2005 году в передаче «Профессия-репортёр» в серии «Рождение маньяка» корреспондент взял интервью у Криштопы.
- Книга «Лифтёр. История Владимира Криштопы», автор — Елизавета Бута (2023)